# Дак-Лейк 7
Дак-Лейк 7 (англ. Duck Lake 7) — індіанська резервація в Канаді, у провінції Британська Колумбія, у межах регіонального округу Сентрал-Оканаґан.

## Населення
За даними перепису 2016 року, індіанська резервація нараховувала 1664 особи, показавши скорочення на 13,2%, порівняно з 2011-м роком. Середня густина населення становила 825 осіб/км².
З офіційних мов обидвома одночасно володіли 75 жителів, тільки англійською — 1 585, а 5 — жодною з них. Усього 135 осіб вважали рідною мовою не одну з офіційних, з них 10 — українську.
Працездатне населення становило 57,5% усього населення, рівень безробіття — 9,3%.
Середній дохід на особу становив $36 283 (медіана $29 466), при цьому для чоловіків — $41 613, а для жінок $31 779 (медіани — $35 285 та $25 040 відповідно).
37,7% мешканців мали закінчену шкільну освіту, не мали закінченої шкільної освіти — 21,3%, 41% мали післяшкільну освіту, з яких 17,1% мали диплом бакалавра, або вищий.
| Статево-вікова структура населення | Статево-вікова структура населення | Статево-вікова структура населення | Статево-вікова структура населення | Статево-вікова структура населення |
| ---------------------------------- | ---------------------------------- | ---------------------------------- | ---------------------------------- | ---------------------------------- |
|                                    |                                    |                                    |                                    |                                    |
| Всього                             | Всього                             | 45,3%54,7%                         |                                    |                                    |
| 0 — 14 років                       | 0 — 14 років                       |                                    | 9,9%                               | 9,9%                               |
| 15 — 64 років                      | 15 — 64 років                      |                                    | 55,4%                              | 55,4%                              |
| 65 і більше                        | 65 і більше                        |                                    | 34,6%                              | 34,6%                              |
| 85 і більше                        | 85 і більше                        |                                    | 2,4%                               | 2,4%                               |
| Середній вік (років)               | Середній вік (років)               | 52,851,8                           | 52,2                               | 52,2                               |
| Медіана (років)                    | Медіана (років)                    | 57,658,1                           | 57,8                               | 57,8                               |
| — чоловіки — жінки                 |                                    |                                    |                                    |                                    |

| Походження мешканців:     | Походження мешканців:     | Походження мешканців: | Походження мешканців: | Походження мешканців: |
| ------------------------- | ------------------------- | --------------------- | --------------------- | --------------------- |
| Походження                |                           |                       | осіб                  | %                     |
| Корінні американці        | Корінні американці        |                       | 105                   | 6.33%                 |
| Інше північноамериканське | Інше північноамериканське |                       | 345                   | 20.78%                |
| Європейське               | Європейське               |                       | 1 430                 | 86.14%                |
| британське                | британське                |                       | 900                   | 54.22%                |
| французьке                | французьке                |                       | 205                   | 12.35%                |
| українське                | українське                |                       | 100                   | 6.02%                 |
| Африканське               | Африканське               |                       | 35                    | 2.11%                 |
| Азійське                  | Азійське                  |                       | 45                    | 2.71%                 |
| Океанійське               | Океанійське               |                       | 15                    | 0.9%                  |

## Клімат
Середня річна температура становить 8,1°C, середня максимальна – 23,5°C, а середня мінімальна – -10,8°C. Середня річна кількість опадів – 391 мм.
| Клімат поселення                              | Клімат поселення | Клімат поселення | Клімат поселення | Клімат поселення | Клімат поселення | Клімат поселення | Клімат поселення | Клімат поселення | Клімат поселення | Клімат поселення | Клімат поселення | Клімат поселення | Клімат поселення |
| Показник                                      | Січ.             | Лют.             | Бер.             | Квіт.            | Трав.            | Черв.            | Лип.             | Серп.            | Вер.             | Жовт.            | Лист.            | Груд.            |                  |
| Середній максимум, °C                         | 2,97             | 5,83             | 10,58            | 15,13            | 19,72            | 23,53            | 23,29            | 23,27            | 17,90            | 11,46            | 5,27             | 0,85             |                  |
| Середня температура, °C                       | −3,89            | −1,04            | 3,73             | 8,28             | 12,85            | 16,66            | 19,68            | 19,67            | 14,28            | 7,85             | 1,66             | −2,77            |                  |
| Середній мінімум, °C                          | −10,77           | −7,92            | −3,13            | 1,41             | 5,98             | 9,79             | 16,08            | 16,07            | 10,69            | 4,24             | −1,95            | −6,38            |                  |
| Норма опадів, мм                              | 34               | 22               | 22               | 26               | 38               | 44               | 37               | 32               | 34               | 28               | 36               | 38               |                  |
| Середньомісячна швидкість вітру, м/с          | 2.04             | 1.94             | 2.27             | 2.44             | 2.31             | 2.28             | 2.21             | 2.11             | 1.95             | 2.01             | 2.20             | 2.15             |                  |
| Середньомісячна сонячна радіація, кДж/м²·день | 3294             | 6593             | 11525            | 16578            | 20222            | 21854            | 23043            | 19687            | 14076            | 8084             | 3786             | 2634             |                  |
| --------------------------------------------- | ---------------- | ---------------- | ---------------- | ---------------- | ---------------- | ---------------- | ---------------- | ---------------- | ---------------- | ---------------- | ---------------- | ---------------- | ---------------- |
| Джерело:                                      |                  |                  |                  |                  |                  |                  |                  |                  |                  |                  |                  |                  |                  |